# Абдурахманов, Калабай
Калабай Абдурахманов (Абдирахманов) (1934 год — ?) — советский животновод, старший чабан совхоза «Тамды» Тамдынского района Бухарской области. Герой Социалистического Труда (1966). По национальности Казах. Из рода Киши жуз, Шомекей. Вернулся обратно в Казахстан, основался в Талдыкоргане, город Текелы.

## Биография
Родился в 1934 году на территории Тамдынского района Каракалпакской АССР Узбекской ССР, ныне Навоийской области Узбекистана, в семье потомственных животноводов. Узбек.
С раннего возраста помогал взрослым в уходе за животными. После прохождения воинской службы в Советской Армии вернулся на родину и с середины 1950-х годов работал в местном совхозе «Тамды» чабаном по выпасу овец каракулевой породы на пастбищах со скудной растительностью в суровых условиях полупустыни.
В короткий срок в совершенстве освоил чабанское ремесло и вскоре был назначен старшим чабаном отары, состоявшей из нескольких тысяч голов. На протяжении 7-й семилетки (1959-1965) в его отаре были наилучшие показатели по приплоду молодняка, сдаче смушек и настригу шерсти среди животноводов Бухарской области.
Указом Президиума Верховного Совета СССР от 22 марта 1966 года за достигнутые успехи в развитии животноводства, увеличении производства и заготовок мяса, молока, яиц, шерсти, каракульских смушек и другой продукции Абдурахманову Калабаю присвоено звание Героя Социалистического Труда с вручением ордена Ленина и золотой медали «Серп и Молот».
Продолжал работать чабаном в родном совхозе «Тамды» Бухарской (с 1982 года — Навоийской) области до ухода на пенсию.
Награжден орденами Ленина, Трудового Красного Знамени, медалями.
Делегат XXIV съезда КПСС (1971).